# Mozart - Aufzeichnungen einer Jugend
Pour plus de détails, voir Fiche technique et Distribution.
Mozart - Aufzeichnungen einer Jugend est un téléfilm allemand de docufiction réalisé par Klaus Kirschner, sorti en 1976.

## Synopsis
La jeunesse du compositeur Wolfgang Amadeus Mozart.

## Fiche technique
- Titre : Mozart - Aufzeichnungen einer Jugend
- Réalisation : Klaus Kirschner
- Scénario : Klaus Kirschner
- Photographie : Pitt Koch
- Production : Pitt Koch
- Société de production : Artfilm et Kuratorium Junger Deutscher Film
- Pays de production :  Allemagne de l'Ouest
- Genre : Docufiction
- Durée : 224 minutes
- Première diffusion : 
  - Allemagne de l'Ouest : 1er octobre 1976

## Distribution
- Pavlos Bekiaris : Mozart à 7 ans
- Diego Crovetti : Mozart à 12 ans
- Santiago Ziesmer : Mozart à 20 ans
- Marianne Lowitz : Anna Maria Mozart
- Ingeborg Schroeder : Nannerl à 11 ans
- Nina Palmers-Karin : Nannerl à 17 ans
- Elisabeth Bronfen : Basle, la cousine de Mozart
- Dietlind Hübner : Aloysia Weber
- Karl Maria Schley : Leopold Mozart

## Distinctions
Le film a été présenté en sélection officielle en compétition lors de Berlinale 1976,